# Telekom Slovenije
Telekom Slovenije d.d. er en slovensk telekommunikationsvirksomhed med hovedkvarter i Ljubljana.
I 1994 blev PTT Slovenija delt i en post og en telekommunikationsvirksomhed. I 2013 påbegyndte den slovenske stat en privatisering af Telekom Slovenije.